# Bhoutan aux Jeux paralympiques d'été de 2020
Le Bhoutan participe aux Jeux paralympiques d'été de 2020 à Tokyo.  C'est sa première apparition aux jeux depuis 1960.

## Nombre d’athlètes qualifiés par sport
Voici la liste des qualifiés et sélectionnés bhoutanais par sport :
| Sport       | Hommes | Femmes | Total |
| ----------- | ------ | ------ | ----- |
| Athlétisme  | 1      | 1      | 2     |
| Tir à l'arc | 1      | 0      | 1     |
| Total       | 2      | 1      | 3     |

## Athlétisme
Gyeltshen Gyeltshen participe au concours masculin du lancer du poids F40 (personnes atteintes de nanisme); Il avait pris une 12e place aux championnats du monde handisport.
Chimi Dema participe au concours féminin du lancer du poids F40.
| Athlètes            | Épreuve                      | Finale      | Finale |
| Athlètes            | Épreuve                      | Performance | Rang   |
| ------------------- | ---------------------------- | ----------- | ------ |
| Gyeltshen Gyeltshen | Lancer de poids masculin F40 | 6,31 m      | 9e     |
| Chimi Dema          | Lancer de poids féminin F40  | 5,04 m      | 9e     |

## Tir à l'arc
Pema Rigsel (W2), après avoir été le premier athlète paralympique bhoutanais à participer aux jeux para-asiatiques, participe au concours olympique en arc recurve.
| Athlète     | Compétition           | Tour préliminaire | Tour préliminaire | Seizièmes de finale            | Huitièmes de finale | Quarts de finale | Demi-finales     | Finale Match pour la 3e place | Rang    |
| Athlète     | Compétition           | Score             | Rang              | Adversaire Score               | Adversaire Score    | Adversaire Score | Adversaire Score | Adversaire Score              | Rang    |
| ----------- | --------------------- | ----------------- | ----------------- | ------------------------------ | ------------------- | ---------------- | ---------------- | ----------------------------- | ------- |
| Pema Rigsel | Libre - Arc classique | 523               | 30e               | Battu par Kirill Smirnov 6 - 2 | Éliminé             | Éliminé          | Éliminé          | Éliminé                       | Éliminé |